# Saint-Waast
Saint-Waast är en kommun i departementet Nord i regionen Hauts-de-France i norra Frankrike. Kommunen ligger i kantonen Bavay som tillhör arrondissementet Avesnes-sur-Helpe. År 2022 hade Saint-Waast 672 invånare.

## Befolkningsutveckling
Antalet invånare i kommunen Saint-Waast
| Referens: INSEE |